# 岡山自動車大学校
岡山自動車大学校（おかやまじどうしゃだいがっこう）は、岡山県浅口市にある私立の専修学校。設置者は、学校法人第一原田学園。

## 沿革
- 1986年11月 - 岡山自動車工業専門学校設立認可
- 1987年1月 - 校舎竣工
- 1987年3月 - 自動車整備士一種養成施設の指定を受ける。二級ガソリン自動車整備士と二級ジーゼル自動車整備士を設置
- 1987年4月 - 岡山自動車工業専門学校開校、第1回入学式挙行
- 1990年4月 - 二級二輪自動車整備士養成施設の追加指定を受ける
- 1996年3月 - 創立10周年記念館完成
- 2006年4月 - 「岡山自動車大学校」に名称変更

## 設置学科
- 一級自動車整備科（4年制）
- 二級自動車整備科（2年制）

## 最寄駅・アクセス
- JR山陽本線:鴨方駅より徒歩約10分
- 山陽自動車道鴨方ICより車で約10分

## 系列校
- おかやま山陽高等学校（併設）
- 岡山学院大学
- 岡山短期大学